# Касперия

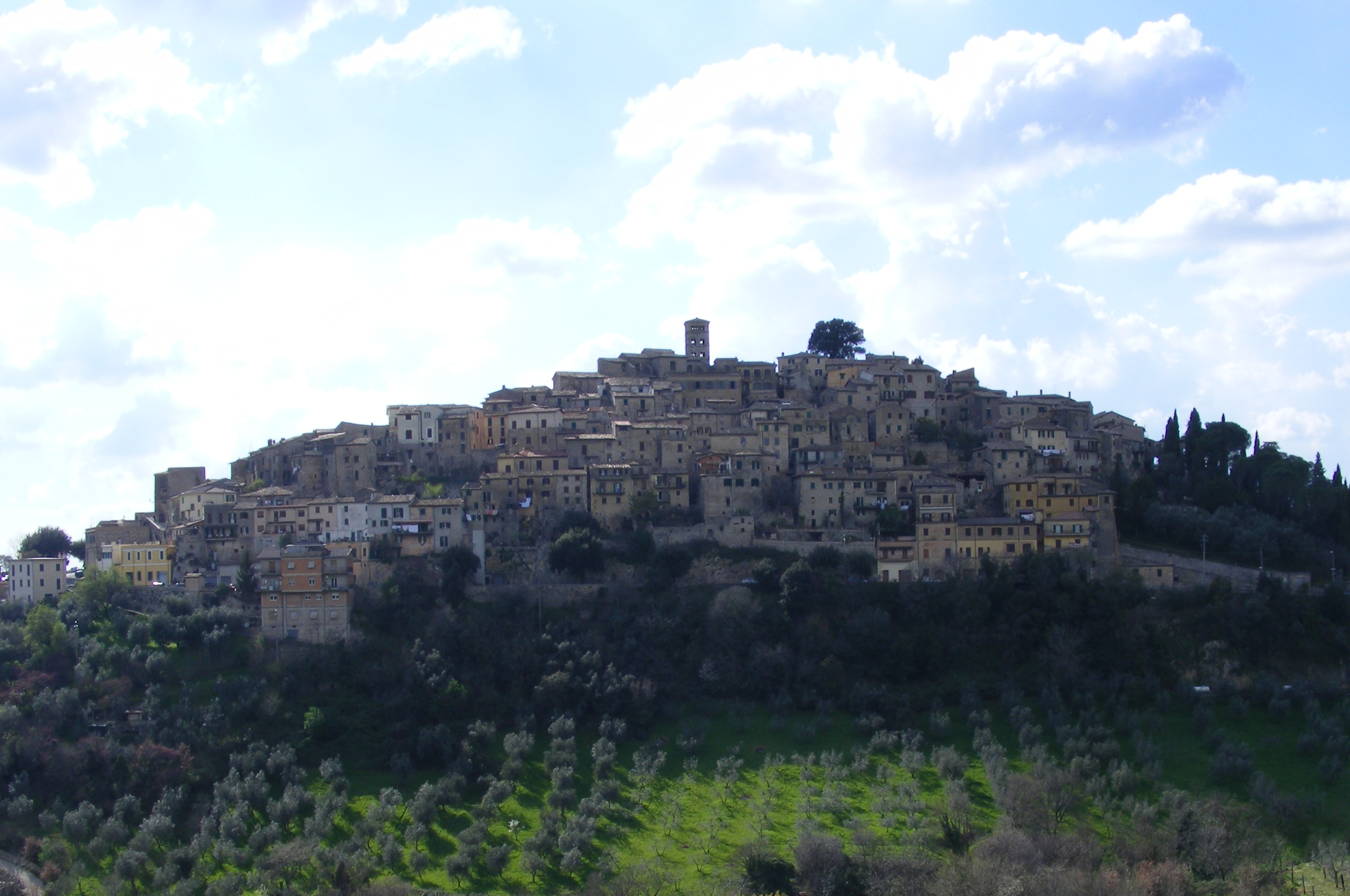

Касперия (итал. Casperia) — коммуна в Италии, располагается в регионе Лацио, в провинции Риети.
Население составляет 1191 человек (2008 г.), плотность населения составляет 47 чел./км². Занимает площадь 25 км². Почтовый индекс — 2041. Телефонный код — 0765.
Покровителем коммуны почитается святой Иоанн Креститель, празднование 24 июня.

## Демография
Динамика населения:

## Администрация коммуны
- Официальный сайт: http://www.comunedicasperia.it Архивная копия от 4 апреля 2022 на Wayback Machine